# RTKN2
RTKN2‏ (Rhotekin 2) هوَ بروتين يُشَفر بواسطة جين RTKN2 في الإنسان.